# Волнино (Вологодская область)
Волнино — деревня в Вологодском районе Вологодской области.
Входит в состав Спасского сельского поселения, с точки зрения административно-территориального деления — в Спасский сельсовет.
Расстояние по автодороге до районного центра Вологды — 29 км, до центра муниципального образования Непотягово — 19 км. Ближайшие населённые пункты — Мстишино, Сысоево, Богородское.

## Население
| 2002 | 2010 |
| ---- | ---- |
| 0    | →0   |

По данным переписи в 2002 году постоянного населения не было.